# Tiny Titans
Tiny Titans est une série de bande dessinée des Américains Art Baltazar (dessin) et Franco Aureliani (scénario) publiée de février 2008 à mars 2012 en 50 comic books par DC Comics. Les histoires ont été reprises par le même éditeur en huit albums de 2009 à 2013.
Tiny Titans se déroule dans une école primaire et ses protagonistes sont les versions enfantines alternatives des personnages de la série Teen Titans (Robin, Beast Boy, Terra, Deathstroke, etc.). 

## Prix
- 2009 : Prix Eisner de la meilleure publication pour enfants
- 2011 : Prix Eisner de la meilleure publication pour enfants

## Publications

### Éditions américaines
- 1. Welcome to the Treehouse. Contient Tiny Titans #1-6.
- 2. Adventures in Awesomeness. Contient Tiny Titans #7-12.
- 3. Sidekickin' It. Contient Tiny Titans #13-18.
- 4. The First Rule of Pet Club... Contient Tiny Titans #19-25.
- 5. Field Trippin'. Contient Tiny Titans #26-32.
- 6. The Treehouse and Beyond!. Contient Tiny Titans #33-38.
- 7. Growing Up Tiny!. Contient Tiny Titans #39-44.
- 8. Aw Yeah Titans!. Contient Tiny Titans #45-50.
- 9. Return to the Treehouse. Contient Tiny Titans: Return to the Tree House #1-6.